# Anton Hermann Albrecht

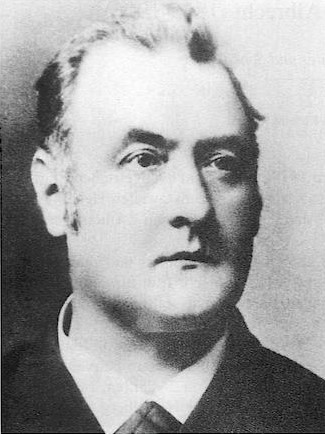
Porträt des evangelischen Pfarrers und Schriftstellers Anton Hermann Albrecht.

Anton Hermann Albrecht (* 5. Mai 1835 in Freiburg im Breisgau; † 10. Februar 1906 in Dinglingen; Pseudonym: Anton Hermann) war ein deutscher evangelischer Theologe und Dichter.

## Leben
Albrecht war der Sohn des Schreinermeisters Christian Albrecht. Anton Albrecht entschied sich früh für eine geistliche Tätigkeit. In Freiburg studierte er katholische Theologie, danach in Basel Altphilologie. Im Jahre 1859 entschied er sich zum Übertreten zum evangelischen Glauben und studierte infolgedessen in Basel und Heidelberg evangelische Theologie. Nach dem Studium arbeitete er als Vikar in Spöck, Michelbach und Schollbrunn. Später erhielt er eine Stelle als Pfarrverwalter in Fahrenbach; im Jahr 1865 übernahm er diese Tätigkeit in Gölshausen. Im gleichen Jahr heiratete er die Tochter eines Handwerkers, die aus Lahr stammte; sie hieß Karoline Schneider. Zum Pfarrer wurde er in Huchenfeld im Jahr 1868; 1873 wurde er nach Eutingen berufen. 1878 zog er nach Kleinkems und war dort bis 1885 Pfarrer. Während dieser Zeit fing er an zu dichten. In den Jahren 1888 bis 1893 war er in Laufen Pfarrer, danach wurde er pensioniert. Bis zu seinem Tod verweilte er in den Städten Lahr und Dinglingen.

## Gedenken
Am 2. Mai 1937 wurde am Pfarrhaus in Kleinkems ein Gedenkstein für Albrecht errichtet. Er trägt die Aufschrift „In diesem Hause lebte Hermann Albrecht 1878 bis 1885, der Erzähler des Markgräflerlandes“. Am 3. Mai 1964 wurde in Kleinkems ein neues evangelisches Gemeindehaus erbaut, es trägt den Namen „Hermann-Albrecht-Haus“.

## Werke
- Der Fall Jerusalems (1868)
- Bruder Ludwig, der Wasgauer (1872)
- Der Schwedenjunker (1873)
- König Eoban (1875); historisches Lustspiel um den Humanisten Helius Eobanus Hessus (Digitalisat)
- Der Präzeptoratsvikari (1881). In: 'S Gotte-Stübli, 1. Jg. 1881, S. 1–162.Internet Archive
  - Neuausgabe: Waldkircher Verlagsgesellschaft, 1980; ISBN 3-87885-048-4.
- Der Leibmedicus. Erzählung aus den Tagen des Türken-Ludwig. In: 'S Gotte-Stübli, 2. Jg. 1882, S. 1–136. Neuausgabe der Erstausgabe von 1882, Verlag Friedrich Resin, Weil am Rhein 1984; ISBN 3-923066-11-2
- Ins neue Land (1890)
- Hebel-Biographie (1905)
- Anno Sechsundneunzig (1905)
- Die Häfnetjungfer, Neudruck der 1921 im Verlag Gutsch, Karlsruhe erschienen Zweitauflage, Verlag Friedrich Resin, Weil am Rhein 1985; ISBN 3-923066-13-9